# The Confession (série)
The Confession é uma web série norte-americana criada e protagonizada por Kiefer Sutherland. A série estreou no site Hulu a 28 de Março de 2011. Em Portugal a série pode ser vista online no site da AXN.

## Enredo
A trama foca-se num assassino profissional, identificado apenas como "The Confessor" (Kiefer Sutherland) e um padre (John Hurt), e gira em torno da redenção e da exploração do bem e do mal. A história tem início na véspera de Natal, quando o assassino entra numa igreja, para confessar os seus crimes.